# アメリカ考古学協会
アメリカ考古学協会（アメリカこうこがくきょうかい、Society for American Archaeology）は、アメリカ大陸全体をあつかう考古学の専門家が組織する最大の学会組織である。
1934年に設立され、会員は、7000人をこえ、そのほとんどがアメリカ合衆国に在住している。日本では会員は、20名ほどで大学の教員がほとんどであるが自治体の考古学関係職員なども加入している。機関誌は、年4回1、4、7、10月刊行の『アメリカン・アンティクィテイ（American Antiquity）』誌であるが、1990年以降は、特に中南米関係の論文は、同協会発行のLaten American Antiquity誌に掲載されるようになり、北米の遺跡の調査成果や理論などが中心に掲載されている。また、2001年からモノクロ版の連絡情報誌だった会報をthe SAA Archeaological Recordと銘打ってフルカラー版にリニューアルして小論文が掲載されるようになった。これも隔月で刊行している。総会（研究大会）は、毎年3～4月に4～5日間複数会場を利用して主にアメリカ国内で開催される。本部はワシントンD.C.にある。